# Trigonotis mairei
Trigonotis mairei là loài thực vật có hoa trong họ Mồ hôi. Loài này được (H. Lév.) I.M. Johnst. miêu tả khoa học đầu tiên năm 1937.